# Instrumentum dotis
Lo instrumentum dotis è un atto legale redatto da notaio che si fa in anticipo per matrimoni o per affermazioni che verranno.
Nel medioevo, quando, oltre che nel ceto nobiliare anche nel ceto borghese i matrimoni erano combinati prevalentemente nell'interesse delle famiglie, diventò d'uso comune anticipare la regolamentazione patrimoniale dei matrimoni ad una età giovanile. Dante Alighieri nel 1277, all'età di 12 anni, aveva già compiuto l'instrumentum dotis con Gemma Donati. 
Nella Divina Commedia sarà proprio Dante a contestare questa pratica, :
Non faceva, nascendo, ancor paura 

la figlia al padre; che 'l tempo  e la dote

non fuggìean quinci e quindi la misura.
(Paradiso 15, 103)
Il solenne impegno di contrarre il matrimonio (sponsio)  veniva suggellata dal vincolo notarile è la probabile origine del termine sposi. Il celebre verso dantesco riferito a Pia dei Tolomei inanellata, pria disposando distingue i due momenti: la sponsio costituito dall'instrumentum dotis che precedeva l'inanellamento, elemento esemplificativo del matrimonio canonico vero e proprio.
Proprio nella tradizione canonica si distinguevano gli sponsalia de presenti (matrimonio vero e proprio) dagli sponsalia de futuro che valevano come promessa solenne di matrimonio che poteva riguardare anche i fanciulli.

## Documenti
Gli archivi conservano molti documenti notarili di instrumentum dotis di cui molte sono significative per ricostruire uno spaccato della vita medievale delle diverse zone d'Italia  e che va anche oltre i tradizionali limiti del medioevo.